# A Great Wall
Pour plus de détails, voir Fiche technique et Distribution.
A Great Wall est une comédie écrite, réalisée et jouée par Peter Wang. C'est le premier long métrage américain tourné dans la période moderne de la République populaire de Chine

## Synopsis
Leo Fang (Peter Wang) est un employé d'une société informatique de la Silicon Valley en Californie. Il a émigré aux États-Unis alors qu'il était encore enfant. Il a pourtant un attachement profond aux valeurs de la Chine dont il se souvient. Déçu à la suite d'une non-promotion tant attendue, il décide de rendre visite à sa sœur (Guanglan Shen) (et sa famille) à Pékin. La rencontre des deux familles donnent lieu à nombre de quiproquos et de découverte des cultures respectives et des clichés qui les accompagnent.

## Fiche technique
- Titre original : A Great Wall
- Réalisation : Peter Wang
- Pays d'origine : États-Unis
- Format : Couleurs - 35 min - 1,85:1 - Mono
- Genre : Comédie
- Durée : 97 min
- Date de sortie : 30 mai 1986 (États-Unis)

## Distribution
- Peter Wang: Leo Fang
- Sharon Iwai: Grace Fang, la femme de Leo
- Kelvin Han Yee: Paul Fang, le fils du couple Fang
- Li QinQin: Lili Chao, la fille du couple Chao
- Hu Xiaoguang: Monsieur Chao
- Shen Guanglan: Madame Chao
- Wang Xiao: Liu Yida, le petit ami de Lili
- Wong Kelvin: Wang Xiao
- Jan Haley: la secrétaire
- Jeanette Pavini: Linda, la petite amie de Paul
- Tan Han: Liu, le père de Yida
- Xiu Jian: Yu
- Ran Zhijuan: Jan